# François Jacquier
François Jacquier (7 de junio de 1711-3 de julio de 1788) fue un célebre matemático francés. Nació en Vitry-le-François en 1711, tomó el hábito de la orden de mínimos y éstos le distinguieron por sus conocimientos y sus virtudes.
La nombradía que Jacquier se adquiría era grande, todos los literatos hablaban de Jacquier y Jacquier era elogiado por todos ellos. Habiendo sido destruido el convento francés de su regla en Roma, entabló estrecha amistad con el P. Lesuer. Supieron desde luego congeniar de tal modo que no hubo placer, trabajo, ni gloria que no fuese común a ambos; en una palabra, eran dos amigos y dos amigos tan íntimos que dieron mucho que admirar a cuantos los conocían y los trataban. Compusieron cada uno de por sí un comentario sobre Newton; hicieron luego una compulsa para no discrepar en sus opiniones y de este modo consiguieron publicar un libro que reunía a lo sublime el orden y la claridad. Jacquier gozó de la confianza de los papas bajo cuyo pontificado vivió. El cardenal Alberoni le honró con su amistad, Benedicto XIV le dio a examinar varios proyectos sobre los canales de Rumania y Pio V le dispensó toda su confianza. Terminó su carrera en 1788: había sido socio de las academias de Berlín y de la de ciencias de París y de las principales sociedades literarias de Italia; y en fin la reputación de sabio que se adquirió dio margen a que el capítulo general de mínimos le nombrase para escribir la historía de aquella orden.

## Obra
Se tienen de este sabio las obras siguientes:
- Riflessioni de' Padri Tommaso Le Seur, Francesco Jacquier de el' Ordine de' Minimi, e Ruggiero Giuseppe Boscovich della Compagnia di Gesù sopra alcune difficoltà spettanti i danni, e risarcimenti della cupola di S. Pietro, in-4, Roma, Bernabò e Lazzerini, 1743. (« Reflexiones de los Padres T. Le Seur, F. Jacquier, franciscanos, y de R. J. Bošković, jesuita, sobre algunas dificultades concerniente a daños y las reparaciones de la cúpula de la basílica de Saint-Pierre ») 1743

- Un gran número de Disertaciones, sobre arquitectura, música, campanas, globos, etc.

- "Elementi di perspecttiva secondo I principi di Taylor", 8 tomos, Roma 1745

- Institutiones philosophica ad studi atheologica potissimum accommodatae, 6 tomos en 12°, obra muchas veces reimpresa. Roma, 1757

- Elementos de cálculo integral, dos tomos en 4°, obra muy apreciada y bastante completa sobre esta materia

- Isaaci Newtonis philosophiae naturalis principia mathematica, commentariis illustrata; communi studio PP. Th. Lesear et Fr. Jacquier, tres tomos en 4°

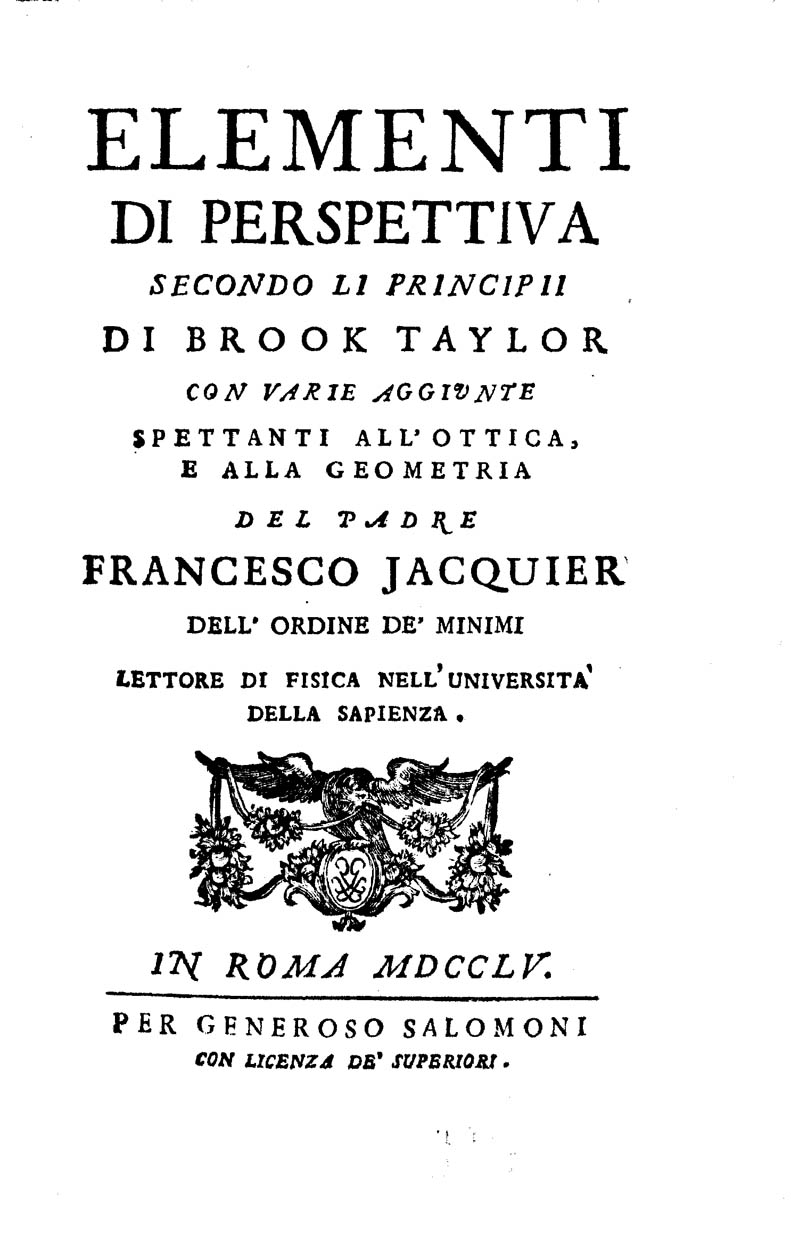
Elementi di perspettiva, 1755